# HN Водолея
HN Водолея (лат. HN Aquarii) — одиночная переменная звезда в созвездии Водолея на расстоянии (вычисленном из значения параллакса) приблизительно 31392 световых лет (около 9625 парсеков) от Солнца. Видимая звёздная величина звезды — от +11,48m до +11,42m.

## Характеристики
HN Водолея — бело-голубая пульсирующая переменная звезда типа Беты Цефея (BCEP) спектрального класса B1. Эффективная температура — около 8869 К.